# Scotopteryx lantoscana
Scotopteryx lantoscana är en fjärilsart som beskrevs av Eugen Wehrli 1924. Scotopteryx lantoscana ingår i släktet backmätare, och familjen mätare. Inga underarter finns listade.